# Союз ТМА-02М
«Союз ТМА-02М» — другий модернізований російський пілотований космічний корабель, на котрому здійснено пілотований політ до міжнародної космічної станції. Це двадцять сьомий політ корабля серії «Союз» до МКС.
До складу екіпажу корабля увійшли космонавти Сергій Волков (Росія), Едвард Фоссум (США) та Сатосі Фурукава (Японія). На МКС вони увійшли до складу двадцять восьмої і двадцять дев'ятої довготермінової експедицій.
Старт корабля здійснено 8 червня 2011 року в 00:12:45 мск зі стартової ділянки № 1 («Гагарінський старт») і пройшов успішно. 10 червня космічний корабель «Союз ТМА-02М» пристикувався до модулю «Рассвет» Міжнародної космічної станції.
22 листопада 2011 року в 4:25 київського часу корабель приземлився в Казахстані.